# ماريان غوسبودينوف
ماريان غوسبودينوف هو لاعب كرة قدم بلغاري في مركز الدفاع، ولد في 6 يوليو 1974 في كازنلاك في بلغاريا. لعب مع إيرغوتيليس ونادي بيروي ستارا زاغورا ونادي لوكوموتيف صوفيا.